# Sphenomorphus cophias
Sphenomorphus cophias är en ödleart som beskrevs av  George Albert Boulenger 1908. Sphenomorphus cophias ingår i släktet Sphenomorphus och familjen skinkar. Inga underarter finns listade i Catalogue of Life.